# Лот е Гарон
Лот е Гарон (на френски: Lot-et-Garonne, „Лот и Гарона“) е департамент в регион Аквитания-Лимузен-Поату-Шарант, югозападна Франция. Образуван е през 1790 година от части на провинция Гиен. Площта му е 5361 km², а населението – 329 697 души (2009). Административен център е град Ажан.